# Louis-Bernard Gibert
Pour les autres membres de la famille, voir Famille Gibert.
Louis-Bernard Gibert (24 février 1749, Baron - 29 décembre 1805, Crépy-en-Valois), est un ecclésiastique et homme politique français, député aux États généraux de 1789.

## Biographie
Curé de la paroisse de Saint-Martin de Noyon, il est élu député du clergé aux États généraux pour le bailliage de Vermandois le 23 mars 1789. Le 1er juillet suivant, il dépose sur le bureau une protestation contre sa comparution à l'assemblée, en même temps qu'un certain nombre de ses collègues.
Le 14 juin 1790, il prit la parole dans la discussion sur la situation et le traitement des vicaires et contribua, le 17 juin suivant, à, faire rejeter les amendements en disant : « Plus l'on accorde, plus l'on demande. J'ai été pendant dix ans vicaire à 250 livres et vous voyez que je n'en suis pas plus maigre. »